# Hao Haidong
Dans ce nom chinois, le nom de famille, Hao, précède le nom personnel.
Hao Haidong (郝海东, né le 25 août 1970, à Qingdao, Shandong) est un footballeur international chinois. 
Il possède 115 sélections en équipe de Chine toutes compétitions confondues, et détient un record national de 41 buts. Il est considéré comme l'un des meilleurs attaquants chinois des dernières décennies.
En 2022, il vit en exil en Espagne avec l'ancienne championne du monde de badminton Ye Zhaoying. Tous deux sont des opposants au régime du PCC.

## Biographie

### Carrière en club
Surnommé le « Alan Shearer chinois »[réf. nécessaire], Hao se fait connaître pour son extraordinaire calme devant le but et pour son instinct de buteur. 
Il a été transféré du Bayi FC au Dalian Shide, après la saison 1996. Avec le Dalian Shide il remporte beaucoup de titres et de prix, notamment le Championnat de Chine (Jia A) à cinq reprises, la Supercoupe de Chine et la Coupe de Chine. Il y opère même un temps comme entraîneur-joueur, avant son transfert en Angleterre en janvier 2005. 
En janvier 2005, à 34 ans, il est transféré en Angleterre, à Sheffield United, pour un montant symbolique d'une livre sterling,. Il ne joue cependant pratiquement pas en Angleterre (seulement un match de FA Cup un an après son arrivée), du fait notamment de nombreuses blessures. Il décide d'arrêter sa carrière à la fin de son contrat.
Il devient par la suite manager général puis dirigeant du Tianjin Quanjian, club de troisième division chinoise.

### Carrière internationale
Sélectionné en équipe nationale dès 1992 et jusqu'en 2004, il inscrit un record de 41 buts en 106 (voire 115) sélections, et conduit notamment ses compatriotes à la Coupe du monde 2002.

### Prises de positions
En 2020, il déclare via une vidéo sur YouTube son opposition au parti au pouvoir : « Je pense que ce système de Parti communiste doit être chassé de la scène de l'histoire ».

## Palmarès
- Championnat de Chine Jia-A : 1997, 1998, 2000, 2001, 2002
- Coupe de Chine FA Cup : 2001
- Supercoupe de Chine : 1996, 2000, 2002